# Helena Harajda
Helena Anna Harajda z domu Jasielska (ur. 29 czerwca 1921 w Lublinie, zm. 25 kwietnia 2011 w Gnieźnie) – polska muzykolożka, fizyczka, akustyczka, nauczycielka akademicka, działaczka Polskiego Towarzystwa Turystyczno-Krajoznawczego, harcerka.

## Edukacja
Dzieciństwo spędziła w Bitkowie i, od 1927, w Stanisławowie. Uczęszczała do miejscowego Liceum Ogólnokształcącego sióstr urszulanek o profilu humanistycznym. Maturę zdała w 1939. Równocześnie uczyła się w konserwatorium muzycznym w klasie fortepianu (1930–1940). W latach 1940–1941 oraz 1944–1945 uczyła się w radzieckim Instytucie Pedagogicznym na Wydziale Fizyko-Matematycznym.
Po II wojnie światowej w ramach wysiedleń z Kresów Wschodnich przyjechała do Poznania. Na Uniwersytecie Poznańskim w 1950 uzyskała tytuł magisterski z filozofii u Adolfa Chybińskiego, a w 1952 z filozofii w zakresie fizyki u Marka Kwieka. W 1964 obroniła doktorat w zakresie nauk matematyczno-fizycznych (akustyka) na Uniwersytecie im. Adama Mickiewicza w Poznaniu u Haliny Ryffert. Habilitowała się w 1974 na Akademii Rolniczej w Poznaniu. W 1989 została mianowana na stanowisko profesorskie w Wyższej Szkole Pedagogicznej im. Tadeusza Kotarbińskiego w Zielonej Górze. Do 1991 pracowała na pełen etat, w latach 1992–1993 na pół etatu.

## Praca zawodowa
W czasie okupacji niemieckiej pracowała umysłowo w warsztatach kolejowych. W latach 1944–1945 była zatrudniona w szkole jako nauczycielka fizyki i chemii. W 1945 przeprowadziła się do Poznania z poślubionym w poprzednim roku mężem. Po studiach muzykologicznych pracowała na Uniwersytecie Poznańskim (młodsza asystentka, potem konstruktorka w Pracowni Akustyki Zakładu Fizyki Doświadczalnej). Najdłużej była związana z Zakładem Fizyki Akademii Rolniczej w Poznaniu. Pracowała też w Akademii Muzycznej w Poznaniu i na Uniwersytecie Zielonogórskim.
W 1975 przeprowadziła się z mężem do Zielonej Góry, gdzie oboje zostali zatrudnieni na Wydziale Pedagogicznym Wyższej Szkoły Pedagogicznej. Kierowała Zakładem Wychowania Muzycznego. Zainicjowała powstanie Pracowni Akustyki Muzycznej, którą, gdy Harajda zmieniła miejsce pracy na Wydział Matematyczno-Fizyczno-Techniczny, przemianowano na Pracownię Akustyki. Była kierowniczką Zakładu Fizyki, następnie dyrektorką Instytutu Fizyki. Pełniła funkcję prodziekana wydziału. Pracując w Zielonej Górze, prowadziła wykłady z akustyki z elektroakustyką na Uniwersytecie Poznańskim dla studiujących muzykologię oraz wykłady z akustyki w Akademii Muzycznej w Poznaniu dla studiujących lutnictwo. Prowadziła też lekcje z akustyki w Państwowym Liceum Muzycznym w Poznaniu. Była też związana z Technikum Lutniczym w Nowym Targu.
Napisała ponad 100 prac naukowych, w tym 45 rozpraw naukowych, 3 monografie, książki, recenzje. Redagowała hasła do „Encyklopedii Muzycznej PWN”. Uczestniczyła w badaniu instrumentów muzycznych w ramach Międzynarodowych Konkursów Lutniczych im. Henryka Wieniawskiego w Poznaniu. Wygłaszała referaty na wielu kongresach akustycznych, m.in. w Budapeszcie w 1971, Londynie w 1974, Paryżu w 1975 i 1977, Madrycie w 1977, Dubrowniku w 1979, Wenecji w 1981, Getyndze w 1982, Sandefjord w 1985, Sopron w 1986.
W 1962 była członkinią-założycielką Polskiego Towarzystwa Akustycznego. Od 1974 należała do Catgut Ac. Society USA, od 1984 do Acoustical Society of America, poza tym od 1962 Związku Polskich Artystów Lutników (w latach 1967–1976 przez trzy kadencje działała w zarządzie, była też jego członkinią honorową), Ligi Walki z Hałasem, Lubuskiego Towarzystwa Muzycznego i do Polskiego Towarzystwa Fizycznego. Tworzyła programy przedmiotu „akustyka” dla kierunku „lutnictwo” na poziomie licealnym i akademickim. W latach 1995–1996 pełniła funkcję Konsultanta Szkolnictwa Artystycznego I i II stopnia Departamentu Szkolnictwa Artystycznego Ministerstwa Kultury i Sztuki.
Należała do Komitetu Akustyki PAN (1975–1977), Sekcji Muzycznej i Sekcji Psychofizjologicznej Komitetu Akustyki PAN (1965–1990) i Komisji Nauk Fizycznych PAN w Poznaniu (1984–1988).

## Działalność społeczna
Była przewodniczką (instruktorką) ZHP. Miała tytuł Przodownika Turystyki Pieszej i Górskiej PTTK, do którego należała, i Strażnika Ochrony Przyrody. Była instruktorką krajoznawstwa i organizatorką kształcenia kadr w PTTK. Udzielała się w życiu muzycznym i kulturalnym Poznania oraz Zielonej Góry.

## Życie osobiste

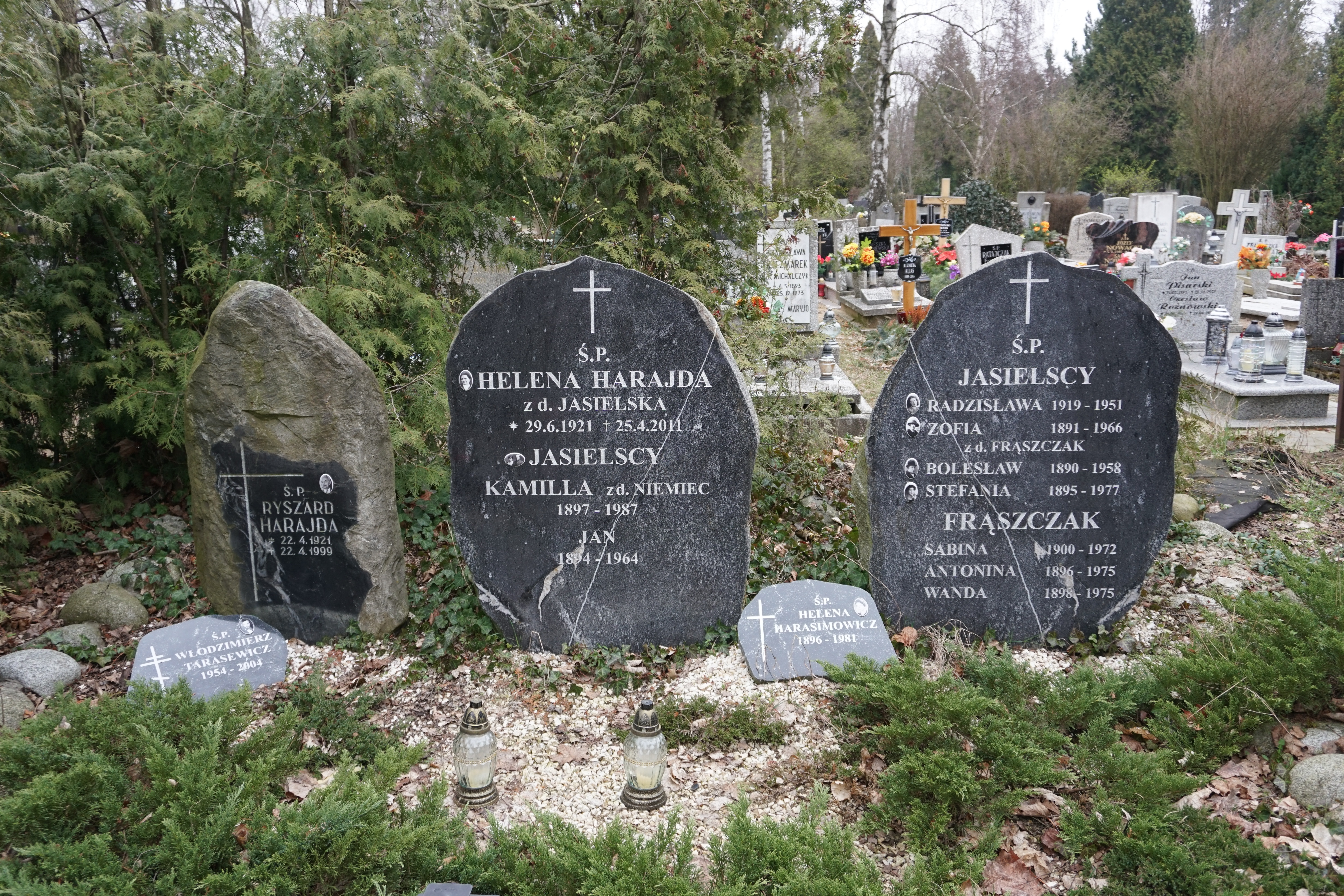
Grób Heleny Harajdy na Cmentarzu Junikowskim w Poznaniu

Dziadkowie Heleny Harajdy pochodzili z Kresów. Jan Mieczysław Jasielski (zm. 1894) był zarządcą majątków, a następnie urzędnikiem Rady Powiatowej Przemyskiej. Jego żona Tekla Jasielska z domu Krawczyk zajmowała się domem. Dziadek ze strony matki, Jan Niemiec, był urzędnikiem kolejowym, a następnie prowadził w Stryju warsztat blacharski. Jego żona Helena Niemiec z domu Małaniak zajmowała się domem.
Helena Harajda była córką inżyniera Jana Macieja Jasielskiego i jego żony Kamili, nauczycielki.
W 1944 w Stanisławowie, w miejscowej kolegiacie, poślubiła Ryszarda Jana Harajdę. Mieli czworo dzieci urodzonych w Poznaniu:
- Teresa Tarasewicz (ur. 1946)
- Stanisław Harajda (ur. 1948) – absolwent Uniwersytetu im. Adama Mickiewicza (matematyka), Państwowej Wyższej Szkoły Muzycznej (flet) i Akademii Wychowania Fizycznego (turystyka i rekreacja – studia podyplomowe), działacz PTTK
- Jan Harajda (ur. 1953) – absolwent Akademii Ekonomicznej w Poznaniu
- Maria Harajda-Jaworska (primo voto Wojciechowska, ur. 1958) – absolwentka Uniwersytetu im. Adama Mickiewicza w Poznaniu (muzykologia)[potrzebny przypis].

Halina Harajda została pochowana została w Poznaniu na cmentarzu junikowskim (pole 6, kwatera 3, miejsce 26).

## Nagrody i odznaczenia
Otrzymała Złoty Krzyż Zasługi (1973), Odznakę Honorową Miasta Poznania (1974), Krzyż Kawalerski Orderu Odrodzenia Polski (1981), Medal Wyższej Szkoły Pedagogicznej im. Tadeusza Kotarbińskiego (1981), Medal Komisji Edukacji Narodowej (1983), tytuł „Zasłużony Nauczyciel PRL” (1985) oraz inne odznaczenia i nagrody. Została wyróżniona Złotą Honorową Odznaką PTTK (1989) i Honorowym Dyskiem Wydziału Kultury Fizycznej i Turystyki (1975).

## Upamiętnienie
Imieniem Heleny Harajdy i Włodzimierza Kamińskiego nazwano Fundację Sztuki Lutniczej.